# Lektørudtalelse
En lektørudtalelse er en anmeldelse af en bog skrevet af bibliotekarer til bibliotekerne. Det er en vejledning som har til formål at understøtte kvaliteten af materialevalget i bibliotekerne. En lektørudtalelse er skrevet efter et sæt særlige retningslinjer. Der udarbejdes udelukkende lektørudtalelser på nye udgivelser.